# Sandy Cowan
Alexander „Sandy” Cowan (ur. 5 lutego 1879 w Chesley, zm. 8 stycznia 1915 w Victorii) – kanadyjski zawodnik lacrosse, który na Igrzyskach Olimpijskich 1904 w Saint Louis wraz z kolegami zdobył złoty medal w grze drużynowej.